# Moisés Angulo
Rafael Moisés Angulo Bovea (Barranquilla, Atlántico, 9 de mayo de 1964) es un reconocido cantautor, actor, presentador y músico colombiano, conocido por sus actuaciones en las series y telenovelas Los cuervos, ¡Quieta, Margarita!, Música maestro, Alejo, la búsqueda del amor y Celia entre otras producciones en su faceta actoral.
En su faceta musical, en 1994 grabó su primer disco y a partir de este año hasta 2009 vendió "un millón de copias" acompañado de su papayera "La gente del camino" ha realizado un sinnúmero de conciertos por todas las regiones de Colombia, a ritmo de porros, fandangos. En su carrera musical ha recibido varios discos de oro, platino y doble platino.
Moisés Angulo ha ganado el Congo de Oro, en el Festival de Orquestas y Acordeones del Carnaval de Barranquilla, y ha sido merecedor de dos premios Vertical Music 2010 en las categorías de "Mejor Solista" y "Mejor Artista o Agrupación musical", dos premios luna en la categoría tropical y reconocimiento a su trayectoria, nominado a los Premios Grammy Latinos 2011, en la categoría Mejor Álbum Cristianos (En español).

## Familia
Nació y se crio en Barranquilla, en una familia de extracción humilde; su padre era taxista mientras que su madre era costurera.
En 1986 contrajo matrimonio con la psicóloga y actriz Diana Mayorga, de cuya unión tienen un hijo; Juan Andrés Angulo Mayorga; músico y productor.

## Trayectoria
A la edad de 18 años se fue a vivir a Bogotá para estudiar actuación y canto. Se matriculó en la escuela de artes escénicas Luis Enrique Osorio y de comunicación en Inpahu.
Comenzó actuando en papeles menores en series colombianas como Historia de dos hermanos (1984), El Faraón (1984) en el papel de "Honorio", Los Cuervos (1985), en el papel de "Billy Porras" (1985), La Intrusa (1986), en el papel de "Carlos Julio Cuartizo", La sombra de otra (1987), en el papel de "Lanzallamas", San Tropel (1987), en el papel de "Simón Saldarriaga", Camino a la esperanza (1988), en el papel de "Carmelo Mendoza", Corralejas (1988) la cual fue la primera telenovela de Telecaribe, y ¡Quieta, Margarita! (1988-1989), en el papel de "'El Mono' Montoya". 
Gracias a su papel de "Mono Montoya" en ¡Quieta, Margarita! y su talento en el canto, Caracol Televisión, Moisés Angulo fue invitado a grabar un álbum con los temas de la telenovela, igualmente titulado ¡Quieta, Margarita! ese mismo año. Compartió escenas con los actores María Eugenia Dávila, Luis Eduardo Arango, Natalia Ramírez, Víctor Mallarino, Bruno Díaz, Consuelo Luzardo, Adriana Ricardo y Gerardo de Francisco. Alternó las grabaciones de la telenovela con muchísimas presentaciones musicales en vivo, producto de la enorme sintonía de la telenovela.
Uno de sus papeles estelares fue el de "Rafa Madagascar" en la telenovela colombiana Música maestro, entre 1990 y 1991. En esta telenovela actuó junto a Luis Eduardo Arango, María Cecilia Botero, Bruno Díaz, Norma Constanza López, Chela del Río, Silvia de Dios, Margalida Castro, Fernando González Pacheco, César Mora, Guillermo Vives, Isadora, Carlos de la Fuente, Saín Castro, Frank Ramírez, Sebastián Ospina y Linda Lucía Callejas. Con el éxito alcanzado con la telenovela, Moisés alternó las grabaciones actorales con giras de conciertos musicales y en 1992 fue artista invitado especial de la orquesta "Los Diablos del Caribe" en sus conciertos y presentaciones privadas.
En 1992 grabó la telenovela La Mujer Doble en el papel de "Fray Tomás" y donde compartió cámaras con un nutrido elenco de experimentados actores, entre estos la actriz Ruddy Rodríguez, los colombianos Carlos Vives, Margalida Castro, César Mora, Florina Lemaitre, Carmenza Gómez, Adriana Ricardo, Guillermo Vives, Bárbara Perea, Luis Eduardo Arango, Nórida Rodríguez, Humberto Arango, Mario Ruiz, Martha Lucía Osorio y Oscar Borda, entre otros.
En 1998 grabó el álbum Vallenatos que le serviría de preámbulo para interpretar el papel protagónico en la telenovela biográfica del Canal Caracol Alejo, la búsqueda del amor sobre la vida del cantautor y acordeonero Alejandro Durán. Tras el éxito generado por la telenovela, Moisés grabó el álbum musical con los temas de Alejo Durán, titulado Toda la música de Alejo o La búsqueda del amor.
En 2005 fue contratado por Caracol Televisión como presentador del programa de humor y bromas También Caerás.
En 2011 fue nominado a los Premios Grammy Latinos 2011, categoría "Mejor Álbum Cristiano (En Español)" por su interpretación de la canción cristiana ¡Alégrense!.
En 2015 volvió  a la actuación popular con la telenovela Celia, producida por Fox Telecolombia, en la que toma el papel del personaje "Simón Cruz", padre de Celia Cruz. Por este papel recibió el  premio TV y Novelas, categoría "Villano Favorito de Serie". Desde hace varios años es el director y coach de la escuela del exitoso programa de televisión Yo me llamo del Canal Caracol.

## Moisés Angulo y su Ministerio Gente del Camino
Moisés usa todos los dones y talentos que Dios le ha regalado - Música, actuación, presentación, conferencias - para ir por el mundo inspirando a otros con un mensaje alegre, espiritual, de principios y valores para que la gente vuelva a soñar y vivir.

### Aguaceros de Amor (Devocionales)
Sus devocionales - Aguacero de Amor - que viene realizando desde hace varios años ininterrumpidamente llegan a miles de personas en el mundo entero a través de diferentes plataformas. Como whatsapp 57-3504789903- Telegram: Devocional Aguacero de Amor Spotify: Aguacero de Amor. Escuchar los aguaceros de amor.

## Biografía resumida
Moisés Angulo Bovea (Barranquilla, Atlántico, 9 de mayo de 1964) es un reconocido artista colombiano, cantautor, presentador, actor y conferencista, pero como él dice: "Nada de esto tiene sentido si no está primero Dios". Desde niño empezó a actuar, cantar, bailar y a mostrar sus dotes de intérprete y bailarín, sintió gran inquietud por el arte y comenzó la búsqueda de este sueño. Al terminar su bachillerato, se radicó en Bogotá para realizar todos sus estudios profesionales de canto, actuación y danza.
Ha grabado más de 20 telenovelas en su carrera como actor.
A finales del 94 lanza su segunda producción musical como “Moisés y La Gente del Camino” titulada “Fusión” convirtiéndose en un suceso musical al rescatar las olvidadas bandas de pueblo llamadas “Papayeras” fusionándolas con instrumentación y sonidos contemporáneos.
En su carrera musical con más 15 álbumes ha obtenido discos de oro, platino y doble platino por más de un millón de copias vendidas que le han hecho merecedor del Congo de Oro en Barranquilla por el Rescate a lo nuestro, Personaje Tiempo Caribe, Premios luna, Premios vertical, Praise Music Awards, Premio TV y Novelas y nominación al Grammy Latino entre otros premios y reconocimientos a su gran carrera artística.
Casado hace 35 años con la Psicóloga y actriz Diana Mayorga quien coordina su carrera artística y ministerial; es padre de Juan Andrés, talentoso músico y productor.
Sus devocionales - Aguacero de Amor - que viene realizando desde hace varios años ininterrumpidamente llegan a miles de personas en el mundo entero a través de diferentes plataforma.
Moisés usa todos los dones y talentos que Dios le ha regalado - Música, actuación, presentación, conferencias - para ir por el mundo inspirando a otros con un mensaje alegre, espiritual, de principios y valores para que la gente vuelva a soñar y vivir.

## Discografía
Moisés Angulo (Solista):
Álbumes:
- 1988: ¡Quieta, Margarita!
- 1994: En tus manos
- 1994: Fusión

- 1996: La Pachanga
- 1997: Por el camino
- 1997: (en vivo) Portugal 97
- 1998: Vallenatos
- 1999: Me voy contigo a bailar
- 2000: Toda la música de Alejo o La búsqueda del amor
- 2001: El Amor Llegó
- 2003: Raza
- 2008: Aguacero de amor
- 2010: Alégrense

Sencillos:
- 2016: Corazón que Grita
- 2017: Yo voy contigo.
- 2017: Yo voy contigo Colombia
- 2018: Camarón o León
- 2018: Brisas de Diciembre
- 2020: Honor a ti
- 2021: Gran Aguacero de Amor - en vivo- Lado A
- 2021: Gran Aguacero de Amor -En vivo- Lado B
- 2022: Late mi Corazón

Colaboraciones
- En Sobrenatural de Marcos Witt
- Tocarte el corazón con Alejandro Navarro
- Cumbia 808 con Juan Angulo
- Tu amor con Hernán de Arco

## Filmografía
Filmografía de Moisés Angulo:
| Año       | Título                      | Personaje             | Notas       |
| --------- | --------------------------- | --------------------- | ----------- |
| 1984      | Historia de dos hermanos    |                       |             |
| 1984      | El Faraón                   | Honorio               |             |
| 1985      | Los Cuervos                 | Billy Porras          |             |
| 1986      | La Intrusa                  | Carlos Julio Cuartizo |             |
| 1987      | La sombra de otra           | Lanzallamas           |             |
| 1987      | San Tropel                  | Simón Saldarriaga     |             |
| 1988      | Camino a la esperanza       | Carmelo Mendoza       |             |
| 1988      | Corralejas                  |                       |             |
| 1988      | ¡Quieta, Margarita!         | El Mono' Montoya      |             |
| 1989      | Calamar                     | Guri Guri             |             |
| 1991      | Música maestro              | Rafa Madagascar       |             |
| 1992      | La mujer doble              | Fray Tomás            |             |
| 2005-2007 | También caerás              | Él mismo              | presentador |
| 2000      | Alejo, la búsqueda del amor | Alejandro Durán       |             |
| 2011-14   | Bravissimo                  | Él mismo              | presentador |
| 2015-16   | Celia                       | Simón Cruz            |             |
| 2016      | Tormenta de Amor            | Francisco "El Hombre" |             |
| 2018      | Nadie me quita lo Bailao    | Actuación especial    |             |

## Premios

### Premios como cantante
| Premio                                  | Categoría                                                 |
| --------------------------------------- | --------------------------------------------------------- |
| Congo de oro (Carnaval de Barranquilla) |                                                           |
| Premios Vertical Music                  | Mejor Artista o Agrupación Tropical                       |
| Premios Vertical Music                  | Mejor Solista                                             |
| Price music awards                      | Mejor Solista                                             |
| Premios Luna                            | Mejor Solista Mejor artista tropical Trayectoria Cantante |

### Premios por Televisión
| Año  | Premio             | Categoría                       | Telenovela o Serie              | Resultado |
| ---- | ------------------ | ------------------------------- | ------------------------------- | --------- |
| 1991 | Premios TVyNovelas | Mejor actor de reparto          | Música maestro                  | Nominado  |
| 2009 | Preio Arpa         | Mejor actor largometraje        | Parábolas contenporaneas        | Ganador   |
| 2016 | Premios TVyNovelas | Mejor actor antagónico de serie | Mejor actor antagónico de serie | Ganador   |